# Pane burro e medicine
Pane burro e medicine è il terzo album da solista del cantante italiano Omar Pedrini, pubblicato nel 2006 dalla Carosello.

## Tracce
1. Amore fragile – 3:25
2. Nel mio profondo – 3:28
3. Shock (dolcissimo shock) – 3:19
4. La follia – 4:21
5. 3 volte lacrime (cover dei Diaframma) – 4:17
6. Dimenticare Palermo – 3:40
7. Ora che ci sei – 3:28
8. Ragazzo non aver paura (No Fear No Pain) – 4:31
9. Strana sera – 4:07

## Formazione
- Omar Pedrini - voce, chitarra
- Luca Boscagin - chitarra
- Enrico Mancini - basso
- Cristian Piccinelli - tastiera
- Chris Mc. Enroe - batteria
- Pippo Ummarino - percussioni
- Paola Vigasio, Lucia Tarì - cori